# Tim McIlrath

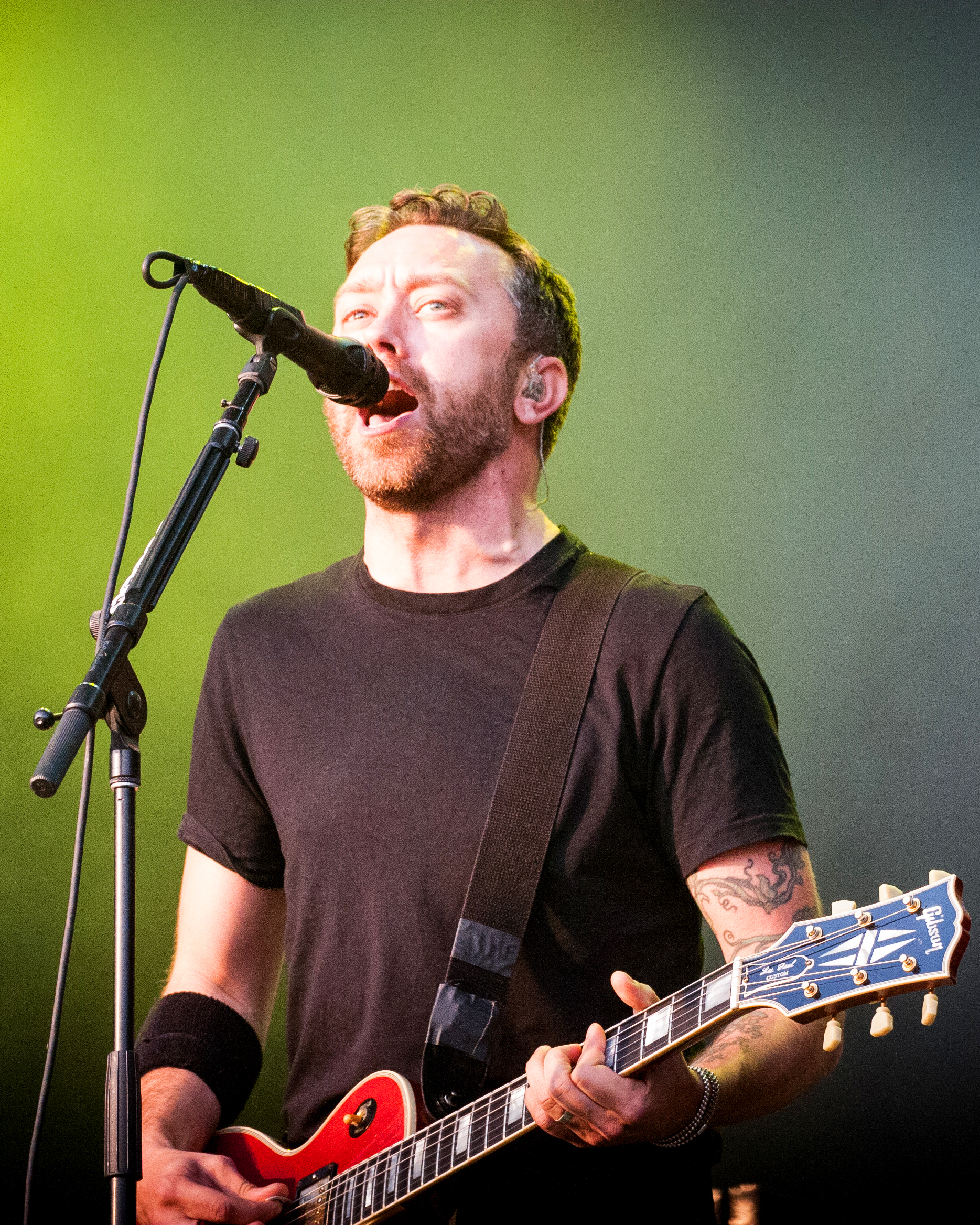
Tim McIlrath, 2015

Timothy „Tim“ James McIlrath (* 3. November 1978 in Indianapolis, Indiana) ist der Leadsänger, Rhythmusgitarrist und Songwriter der US-amerikanischen Punk/Rock-Band Rise Against.

## Leben
McIlraths musikalische Karriere begann 1995 bei der Post-Hardcore-Band Baxter, welche er mit Geoff Reu und dem zukünftigen Schlagzeuger von The Lawrence Arms, Neil Hennessy, gründete. Das erste Album namens Troy's Bucket nahmen sie auf Kassette auf und veröffentlichten diese 1996 im Eigenverlag. Baxter ging mit verschiedenen Bands wie Good Riddance, Hot Water Music, Slapstick und Alkaline Trio auf Tournee. 1997 wurde die EP mit dem Titel Lost Voices bei Static Station Records veröffentlicht. Nach einer weiteren Tour trennte sich die Band. McIlrath wurde daraufhin Bassist bei der Metalcore-Band Arma Angelus, welche von dem heutigen Fall Out Boy Bassisten Pete Wentz angeführt wurde. Nach der Veröffentlichung des Albums The Grave End of the Shovel verließ er die Band. Bei der Punk-Band The Honor System wirkte er im Jahr 2000 bei vier Liedern der Kassette Single File als Bassist mit.
1999 gründete er zusammen mit Joe Principe, Dan Wlekinski und Toni Tintari Transistor Revolt, welche sich später in Rise Against umbenannte. McIlrath ist alleiniger Autor aller Titel von Rise Against. Er war neben Rise Against auch bis 2006 in der Band The Killing Tree aktiv. McIlrath ist Veganer und nimmt häufig an Aktionen von PETA teil. Bei Konzerten werden Bücher und Flyer der Tierrechtsorganisation verteilt.
Infolge einer Heterochromia iridis hat er zwei verschiedene Augenfarben. Während sein rechtes Auge eine braune Farbe aufweist, ist sein linkes Auge blau.

## Diskografie

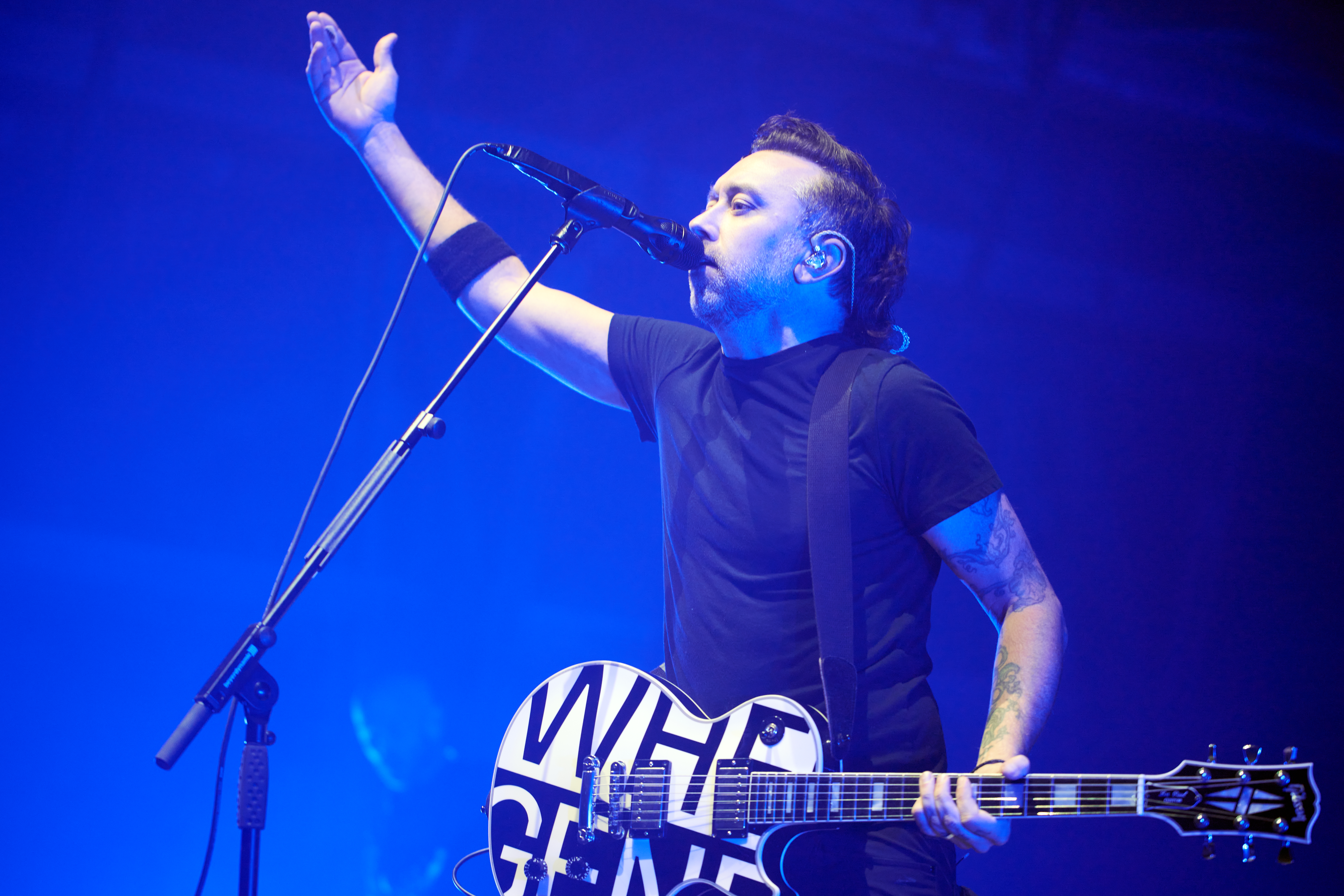
McIlrath bei der Nowhere Generation Tour 2022

### Baxter
- 1996: Troy's Bucket
- 1997: Lost Voices… 7" (Static Station Recordings)
- 1999: Eastman & Evergreen
- 2002: Baxter CD compilation (Will Not Clear Man)

### The Killing Tree
- 2000: Bury Me at Make-Out Creek EP
- 2002: The Romance of Helen Trent
- 2004: We Sing Sin EP

### The Honor System
- 2000: Single File

### Arma Angelus
- 2001: The Grave End of the Shovel
- 2002: Things We Don't Like We Destroy (compilation)

### Als Gastsänger
- 2010: White Flag Warrior (Flobots feat. Tim McIllrath)
- 2013: My Shame Is True (Alkaline Trio feat. Tim McIllrath)
- 2022: Beds Are Burning (Awolnation feat. Tim McIllrath)
- 2023: The Fight of Our Lives (Anti-Flag feat. Tim McIllrath + Brian Baker)